# ダンビル駅
ダンビル駅（英語: Danville Station）はアメリカ合衆国バージニア州ダンビル クラヘッド・ストリート677にある駅。 全米各地を結ぶ旅客鉄道のアムトラックが乗り入れている。

## 概要
ダンビル駅はサザン鉄道の駅として1899年に完成した。1915年線増により線路が北東に約40メートルを移動することが必要となり、駅舎はラバや切り株の引き手を使用し曳家工事を施工した。1922年に火災により焼け、壁から内側の内装を簡素化して再建し、中央塔が復元されなかった。1993年にダンビル市が当駅を購入し、1995年に国家歴史登録財に登録された。市民リーダー達は、歴史的な鉄道駅や周辺エリアを改修するために1995年に連邦政府の総合陸上輸送効率化法（ISTEA）の資金を求めた。アムトラック、ペプシコーラ、バージニア州運輸省（VDOT）や他の民間事業者との提携により、ダンビル市は公共市場、円形劇場、駅舎内の科学センター、コミュニティ会議やレクリエーション施設と公園交通センターを建設できた。駅の改装は1996年に完成した。

## 利用可能な鉄道路線／列車
アムトラックの停車する列車は下記の通り。
ニューヨークとニューオーリンズ間の夜行長距離列車クレセント号 …1日1往復停車

## バス
当駅から乗車できるバスは以下の通り。
路線バス： ダンビル・マス・トランジット (Danville Mass Transit)